# Таларомицес пурпурный
Таларо́мицес пурпу́рный (лат. Talarómyces purpúreus) — вид грибов-аскомицетов, относящийся к роду Таларомицес (Talaromyces). Бесполую стадию ранее включали в состав рода Пеницилл (Penicillium) как Penicíllium purpureum.

## Описание
Колонии на CYA почти не растут: на 7-е сутки 2—4 мм в диаметре, стерильные.
На агаре с солодовым экстрактом (MEA) колонии на 7-е сутки около 1,5 см в диаметре, красные, шерстистые, с белым по краю и красным в центральной части мицелием. Конидиальное спороношение присутствует не всегда, сероватое до оливково-коричневого. Реверс красно-коричневый до тёмно-коричневого, растворимый пигмент необильный, красный.
На агаре с дрожжевым экстрактом и сахарозой (YES) колонии на 7-е сутки 7—8 мм в диаметре, стерильные, беловатые.
На овсяном агаре (OA) колонии на 7-е сутки около 2 см в диаметре, с красным мицелием, обычно без конидиального спороношения. Реверс тёмно-вишнёво-красный.
Клейстотеции иногда образуются на MEA при 30 °C, жёлтые, почти шаровидные, мягкие, 20—60 мкм. Аски 9—12 мкм длиной, с 4—6 спорами. Аскоспоры эллипсоидальные, шиповатые, 6,5—8 × 4,5—5,5 мкм.
Конидиеносцы присутствуют изредка — одноярусные кисточки либо одиночные фиалиды на ножке 7—22 мкм длиной и 2—2,5 мкм толщиной, вздутой на верхушке до 4 мкм. Фиалиды фляговидные и игловидные, по 1—4 в пучке, 4,5—16 × 2—3 мкм. Конидии почти шаровидные до эллипсоидальных, со спиралевидно расположенными гребнями, 3—4 × 2—3 мкм.

### Отличия от близких видов
Крайне ограниченно растущий вид на большинстве сред, продуцирует тёмно-красный пигмент на MEA и OA. Образует жёлтые клейстотеции с шиповатыми эллипсоидальными аскоспорами. От Talaromyces ptychoconidium, также образующего конидии со спиральными гребнями, отличается одноярусными кисточками и одиночными фиалидами.

## Экология и значение
Почвенный гриб, описанный из Франции.

## Таксономия
Talaromyces purpureus (E.Müll. & Pacha-Aue) Stolk & Samson, Stud. Mycol. 2: 574 (1972). — Arachniotus purpureus E.Müll. & Pacha-Aue, Nova Hedwigia 15: 552 (1968).

### Синонимы
- Arachniotus purpureus E.Müll. & Pacha-Aue, 1968
- Penicillium purpureum Stolk & Samson, 1972